# Australopithecus anamensis
Australopithecus anamensis es una especie de homínido de 4,2-3,9 millones de años de antigüedad encontrada en Kenia y descrita en 1995 por Meave Leakey (segunda esposa de Richard, del clan de los Leakey). El nombre de esta especie proviene de la palabra turkana "anam" que significa lago y fue elegida en razón de la proximidad de Kanapoi al lago Turkana.

## Restos fósiles
El equipo de Tim White encontró en diciembre de 2005 restos de esta especie, en el sitio Asa Issie, al noreste de Etiopía, en el valle del Awash medio. Datados con entre 4,1 y 4,2 millones de años de antigüedad, son un fémur, fragmentos de maxilar y algunos dientes, incluyendo el canino más grande hallado entre los homínidos. Antes se habían encontrado otros 9 fósiles de esta especie, en Kanapoi (Kenia), la mayoría en 1994; más otros 12 fósiles, principalmente dientes, encontrados en 1988, en Allia Bay (Kenia) y un fragmento de húmero hallado en 1965 por Bryan Patterson y que fue identificado posteriormente.
En agosto de 2019 se anunció el descubrimiento de un cráneo, denominado oficialmente MRD-VP-1/1, encontrado en 2016 por Yohannes Haile-Selassie en la región de Woranso-Mille, en Etiopía.
Entre otros, esta una lista de fósiles descubiertos en África de esta especie:
- KNM-KP 29281
- KNM-KP 29285
- KNM-LT 329
- KNM-TH 13150
- KNM-KP 271
- MRD-VP-1/1

## Características
Sus molares poseían esmalte grueso, por lo que se deduce que no comía solo hojas y frutos sino alimentos más duros. Vivió en un ambiente forestal, pero más abierto que el de sus supuestos antepasados, los Ardipithecus ramidus. Presentaban un claro dimorfismo sexual en tamaño corporal. Es posible que formaran comunidades de varios machos emparentados, en las que cada uno agruparía un pequeño número de hembras.
Los restos postcraneales sugieren que esta especie era bípeda. Esto puede encontrarse, por ejemplo, en la tibia: el extremo que se articula con el fémur es ancho, para tener más tejido esponjoso para poder absorber las cargas de la locomoción bípeda. Y el extremo que se articula con el astrágalo tiene un espesamiento que también absorbe el impacto de esta locomoción.
Aunque los dientes y una mandíbula presentan similitud con los simios, el fragmento de húmero es semejante al de los humanos y la parte de tibia encontrada en 1994 por Kamoya Kimeu y el fémur de Asa Issie son la más antigua evidencia del bipedismo erecto de los homínidos. Tim White considera que los Australopithecus anamensis muestran una clara descendencia del género Ardipithecus: "Una forma evolucionó en otra", afirma.
Según algunos autores, A. anamensis es el antepasado directo de Australopithecus afarensis (3,9 - 3 millones de años); se trataría de un claro ejemplo de anagénesis, es decir, de un cambio progresivo en vez de una bifurcación (cladogénesis). Sin embargo, la publicación de 2019 con los descubrimientos de 2016 y sus dataciones conducen a lo contrario, una convivencia de hasta 100 000 años.

## Paranthropus
Algunos autores ubican a A. afarensis y a A. anamensis en un género aparte llamado Paranthropus por sus largos colmillos y su cara plana.

## Dieta
Investigaciones del año 2003 argumentan que este homínido tenía su alimentación basada en semillas y comía fruta pero menos que el Australopithecus afarensis.